# Jüdische Gemeinde Altenkirchen (Westerwald)
Die jüdische Gemeinde in Altenkirchen (Landkreis Altenkirchen, Rheinland-Pfalz) entstand vermutlich im 17. Jahrhundert durch die Ansiedlung von Schutzjuden in der Grafschaft Sayn-Altenkirchen. Die Gemeinde verfügte über den eigenen Jüdischen Friedhof Altenkirchen und ab 1884 über eine Synagoge mit 120 Sitzplätzen. Die jüdische Gemeinde erlosch aufgrund der Deportation deutscher Juden und des Holocaust in der Zeit des Nationalsozialismus.

## Geschichte bis 1933
Im 16. Jahrhundert sollen etwa zehn jüdische Familien in Altenkirchen gewohnt haben. Im Jahr 1648 seien jedoch die jüdischen Bewohner vor die Wahl gestellt gewesen, sich taufen zu lassen und den christlichen Glauben anzunehmen oder aus der Stadt auszuziehen. Drei Familien hätten daraufhin die Taufe angenommen, die anderen seien aus der Stadt gezogen.
Die jüdische Gemeinde in Altenkirchen entstand vermutlich im 17. Jahrhundert durch die Ansiedlung von Schutzjuden in der Grafschaft: der Schutzbrief – auch Geleitbrief genannt – war ein Vertrag zwischen dem Juden und dem Landesherrn, in Altenkirchen die Landesherren der Grafschaft Sayn-Altenkirchen. Eine erste Judenfamilie wurde am 2. Januar 1684 in Altenkirchen erwähnt, „wobei es sich um die Familie des David Baruch gehandelt haben muss.“ Nachgewiesen sind dann jüdische Bewohner für die Jahre 1742 bzw. 1746/1747. Der Altenkirchener Schutzjude Callmann David musste jährlich 8 Reichstaler bezahlen. Dafür wurde ihm erlaubt, Handel zu treiben und seine Religion auszuüben. Auch die Juden in den umliegenden Dörfern mussten einen Schutzbrief erwerben: Es gab jüdische Familien in Almersbach, Amteroth und Mehren. Diese jüdischen Familien galten als besonders arm. 1742 lebten insgesamt fünf jüdische Familien im Amt Altenkirchen.

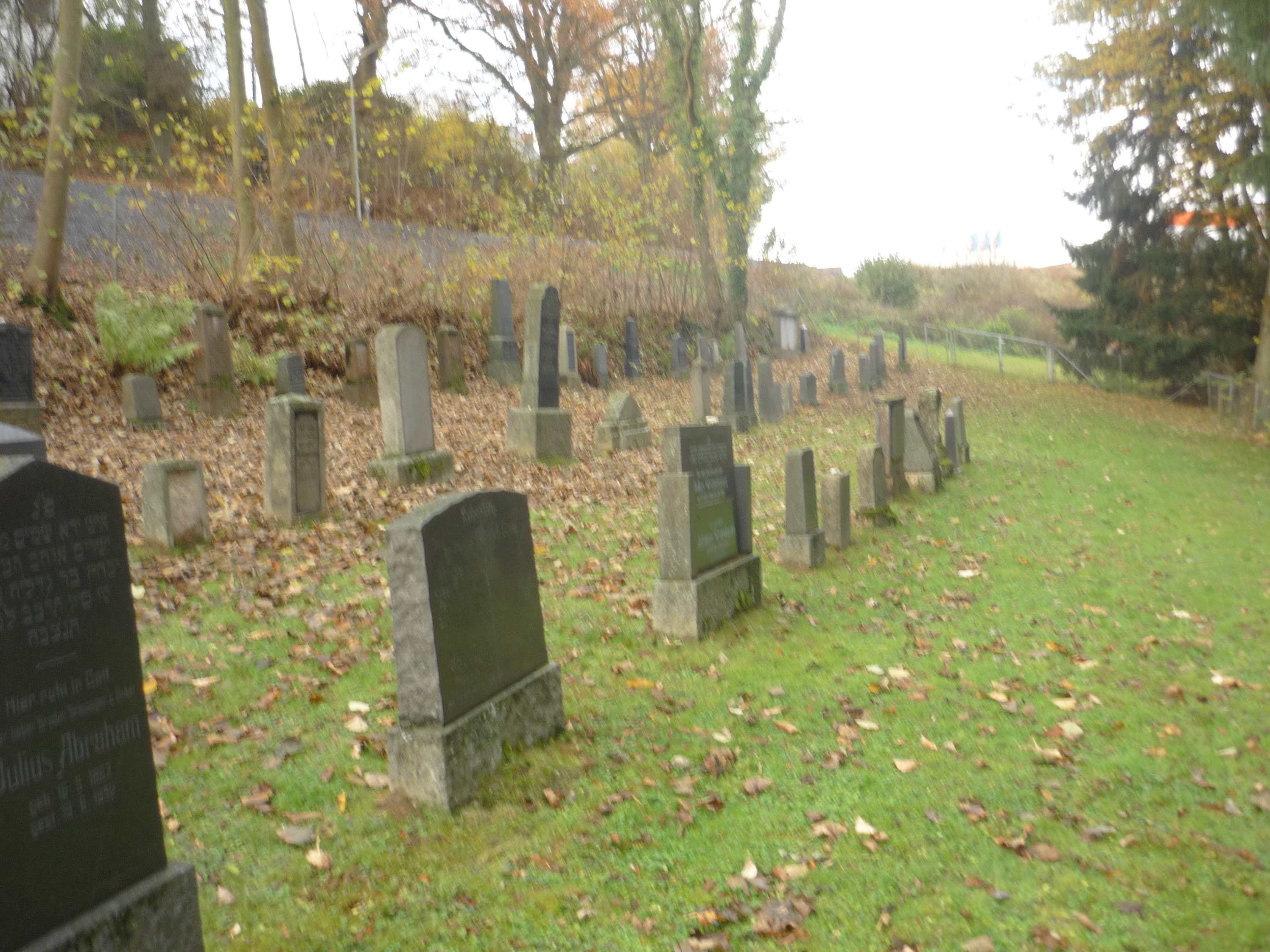
Jüdischer Friedhof Altenkirchen

Ab 1780 ist die Einrichtung des jüdischen Friedhofes an der Kumpstraße in Altenkirchen belegt. Im Jahr 1799 wurden bei einer Anfrage an den Rat der Stadt sechs Familien genannt mit 32 Personen, die zumeist vom Viehhandel bzw. „Ellenhandel“ lebten. 1852 wohnten insgesamt 86 Juden in zwölf Haushalten in und um Altenkirchen. 1855 lebten 64 % der Juden in der Stadt.
Die preußische Bezirksregierung Koblenz in der Rheinprovinz bemühte sich auf der Grundlage des preußischen Judenedikts, die kleinen Synagogengemeinden zu größeren Einheiten zusammenzufassen. Es war die Zusammenlegung aller Gemeinden im Amt Altenkirchen beabsichtigt, wogegen sich die Gemeinde im Hamm und Wissen zur Wehr setzten. So kam es zur Schaffung der zwei Synagogengemeinden Hamm und Altenkirchen, die auch Schöneberg und Mehren mit einschloss.
Zunehmend konzentrierte sich die jüdische Bevölkerung auf die Stadt als Zentrum von Handel und Gewerbe im Unterkreis. 1937 gab es in der Stadt sieben Viehhändler, die aus Dörfern in die Stadt gezogen waren. „Außer den Viehhändlern lebten in Altenkirchen vier Metzger; es gab ferner ein großes Kaufhaus (Grünebaum) für Textilien, zwei Manufakturengeschäfte, einen Teppichgroßhändler, ein Schuhgeschäft, einen Schneidermeister, eine Näherin und einen Fotografen. Weiterhin lebten in der Stadt ein jüdischer Arzt und ein Judenlehrer (→ Rabbi). Neben den Leuten, die ein Gewerbe betrieben, gab es bis zum Jahre 1933 auch jüdisch-deutsche Angestellte bei den städtischen Behörden, z. B. auf dem damaligen Kreiswirtschaftsamt.“
1880 waren 14 Familien in Altenkirchen ansässig, in den umliegenden Dörfern einschließlich Flammersfeld, Weyerbusch, Schöneberg, Mehren und Hilgenroth waren es 36. Damit war die Bedingung zur Bildung einer Kultusgemeinde mit eigener Synagoge erfüllt. Zuvor hatte die Gemeinde für mehrere Jahre eine eigene Schule im Hause Herchet in der Kölner Straße. 1879 konnte nach Genehmigung des Oberpräsidenten der Rheinprovinz in Koblenz ein Neubau erfolgen. Nach knapp zweijähriger Bauzeit wurde im Mai 1884 die feierliche Einweihung vorgenommen. Die Synagoge bot etwa 120 Menschen Platz. Über dem Portal waren die Gesetzestafeln angebracht. Im Inneren stand der Thora-Schrein, der im Jahre 1887 in der Werkstatt des Apollinar Hallerbach in Niedermühlen angefertigt worden war. Vor dem Schrein befand sich das Pult des Vorbeters (Kantors) und die Kanzlei des Lehrers. Die jüdischen Kinder besuchten die örtliche Volksschule, in der „Judenschule“ wurde ausschließlich der Religionsunterricht abgehalten. Den Höchststand mit 192 Bürgern erreichte die jüdische Bevölkerung 1885, danach verringerte auch in Altenkirchen zunehmende Landflucht die Bevölkerungszahl.

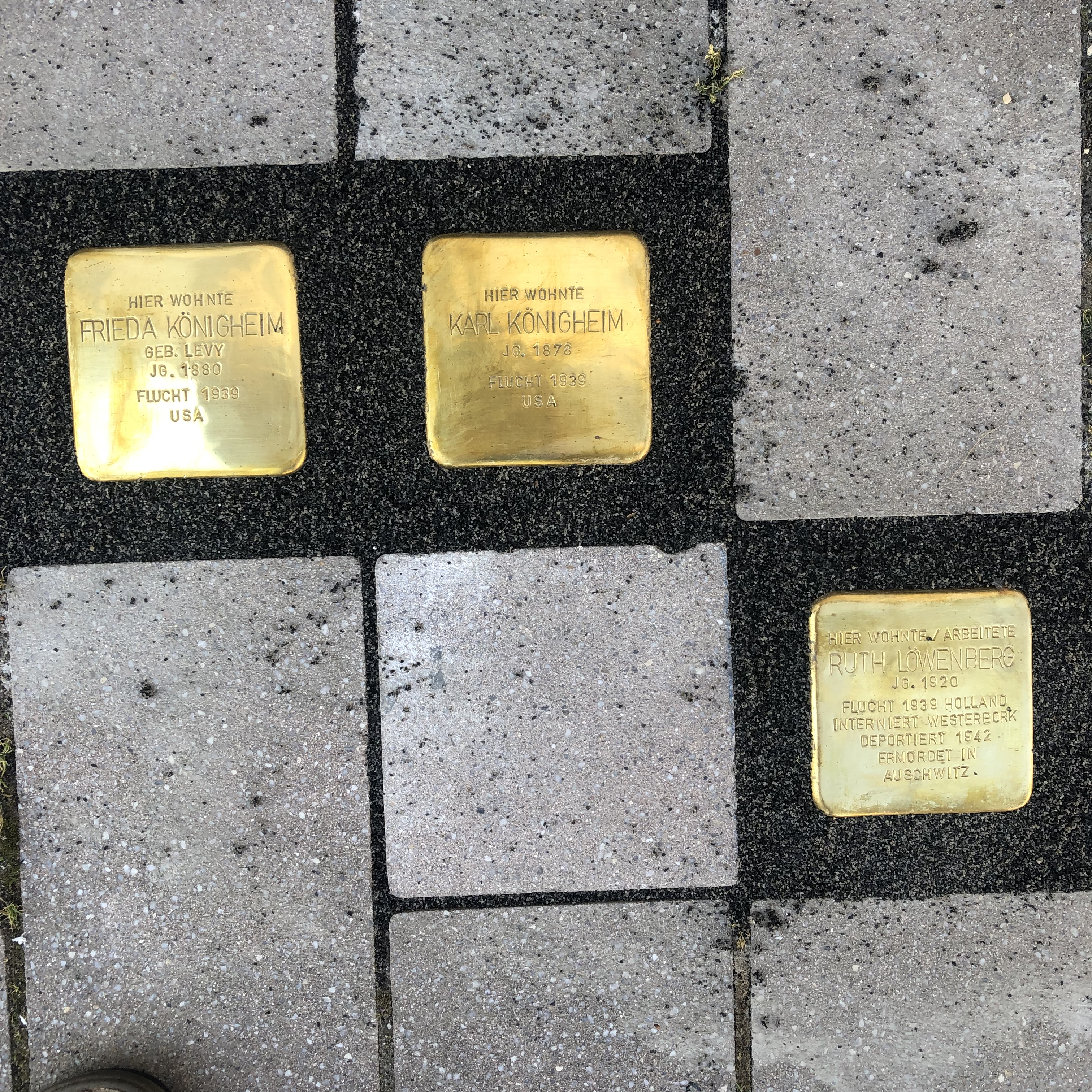

An Einrichtungen hatte die jüdische Gemeinde neben der Synagoge eine Schule, ein rituelles Bad und einen Friedhof. Zur Besorgung religiöser Aufgaben der Gemeinde war ein Lehrer angestellt, der zugleich als Vorbeter und Schochet tätig war. Die wichtigste Persönlichkeit unter den Lehrern war Jakob Salomon (* 1846 in Dierdorf), der seit 1868 Lehrer in Altenkirchen war, wo er 1893 sein 25-jähriges Ortsjubiläum und 1918 sein 50-jähriges Ortsjubiläum feiern konnte. Jakob Salomon starb am 12. Oktober 1936 in Nastätten. An jüdischen Vereinen gab es die Männer-Chewra (gegründet 1875, 1924 unter Leitung von Max Abraham mit 20 Mitgliedern, 1932 unter Leitung von William Salomon mit 22 Mitglieder; ihr Zweck war die Unterstützung hilfsbedürftiger Ortsangehöriger) und die Frauen-Chewra (gegründet 1866, 1924/32 unter Leitung von Frieda Königheim mit 20/23 Mitgliedern). Im Schuljahr 1931/32 erteilte Lehrer Jakob Salomon fünf Kindern der Gemeinde den Religionsunterricht.

## Nationalsozialistische Verfolgung
1933 wurden noch 64 Altenkirchener Juden gezählt. Insbesondere der Entzug der Handelserlaubnis 1936 zwang viele von ihnen zur Auswanderung. Im November 1938 wurden während der sogenannten Reichspogromnacht die Synagoge in Altenkirchen zerstört. Die Juden mussten dann unter Aufsicht beim Aufräumen mitarbeiten. An das jüdische Gotteshaus erinnert eine Gedenkplatte vor dem ehemaligen Platz – eingelassen in den Gehweg der Frankfurter Straße – an der Stelle der ehemaligen Synagoge befindet sich heute ein Parkplatz.

## Aufarbeitung der nationalsozialistischen Vergangenheit und Gedenkstätten

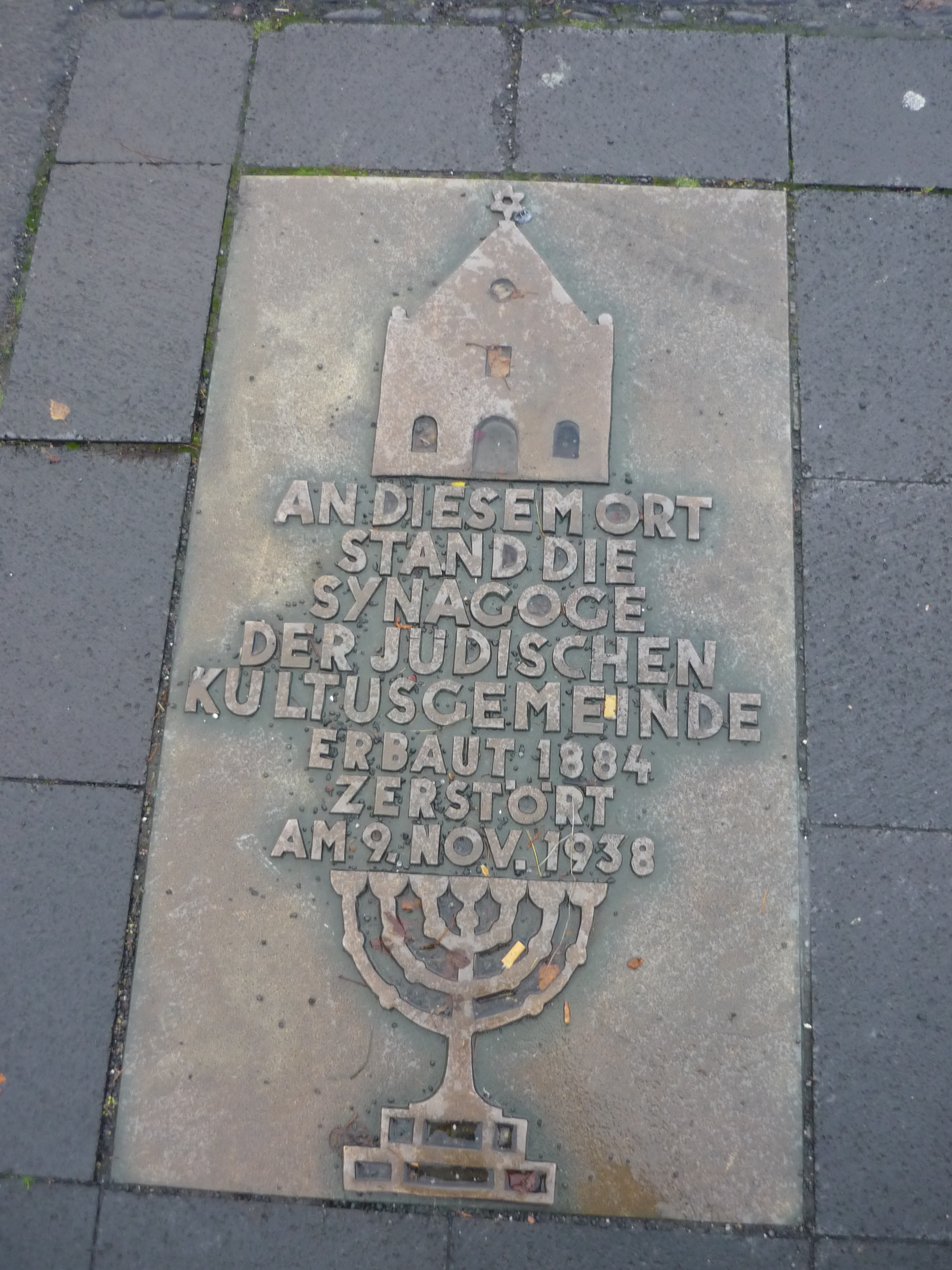
Gedenktafel an die ehemalige Synagoge Altenkirchen, Frankfurter Straße

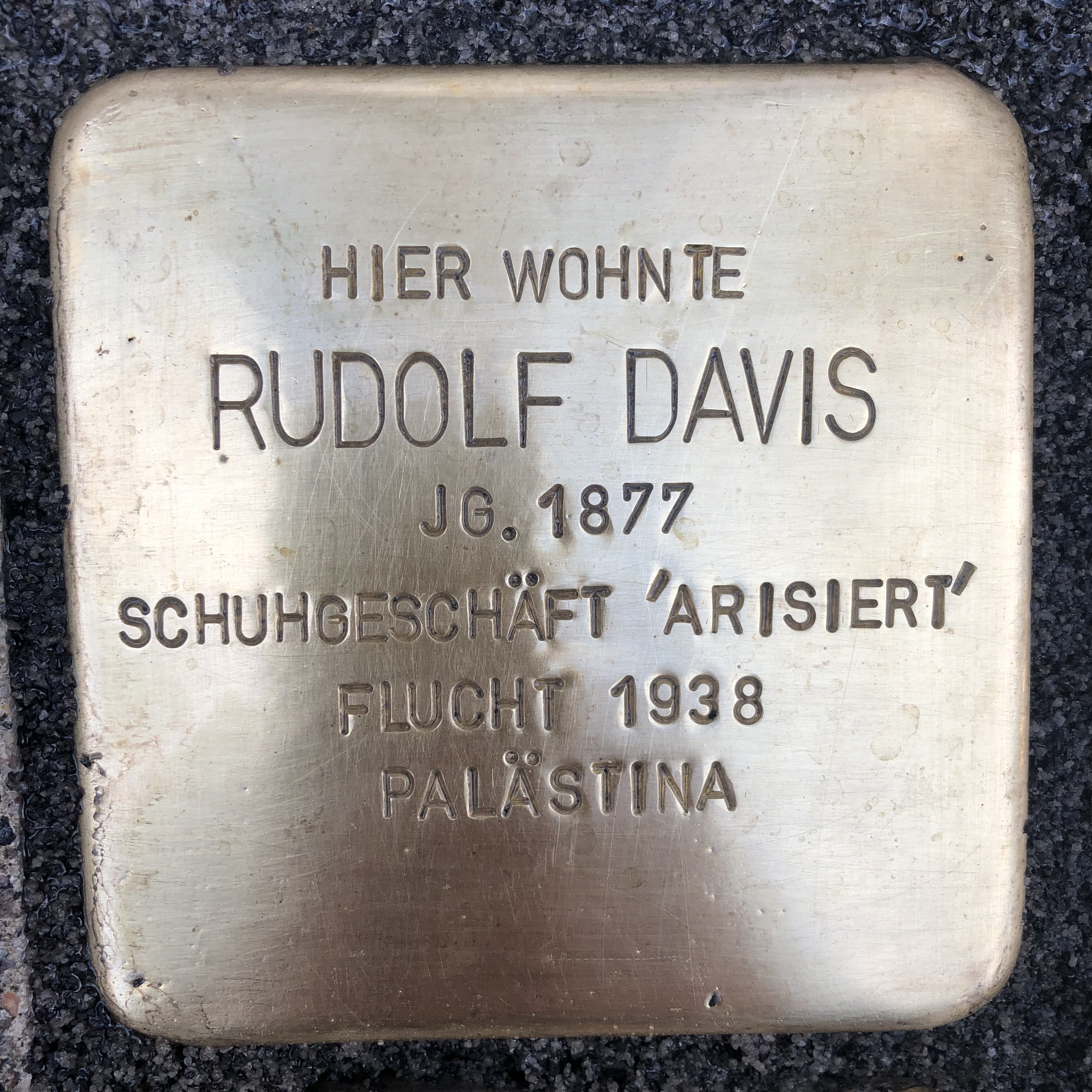
Stolperstein zu Erinnerung an den Kaufmann Rudolf Davis (* 1877)

Ein Initiativkreis zur Errichtung eines Mahnmals zum vierzigsten Jahrestag der Zerstörung der Altenkirchener Synagoge entstand 1977, nachdem der Stadtrat Altenkirchen im Oktober 1976 einstimmig beschlossen hatte, dass die Truppenkameradschaft der 9. SS-Panzer-Division „Hohenstaufen“, die sich regelmäßig in Altenkirchen traf, ein Denkmal zur Erinnerung an ihre im Zweiten Weltkrieg gefallenen Kameraden errichten konnte. Dieser Stadtratsbeschluss sorgte seinerzeit für europaweite Empörung und um größeren Schaden von der Kreisstadt abzuwenden, zogen im Januar 1977 die Verantwortlichen der Truppenkameradschaft ihren Antrag zurück.
Um die Aufstellung des anschließend von Erwin Wortelkamp geschaffenen Flammenmals entbrannte 1978 in der Stadt eine Kontroverse, da der Stadtrat eine Platzierung im Rahmen der Neugestaltung des Schlossplatzes ablehnte. Die evangelische Kirchengemeinde in Altenkirchen bot daraufhin der Initiativgruppe einen Alternativstandort an. 1979 beschloss der Stadtrat auf Grund des öffentlichen Drucks, am Ehrenmal eine Gedenktafel anzubringen, die an die Mitbürger erinnern sollte, die „aus politischen oder rassischen Gründen verfolgt, geschändet, ermordet oder vertrieben wurden.“ Zum Volkstrauertag 1980 erfolgte die Enthüllung der Tafel, der jedoch die jüdischen Mitbürger nicht namentlich erwähnte. Erst eine 1990 zusätzlich installierte Tafel nennt die Namen der ermordeten deutsch-jüdischen Bürger von Altenkirchen.
An die frühere jüdische Gemeinde in Altenkirchen und den umliegenden Dörfern vor 1933 erinnern heute
- der Jüdische Friedhof Altenkirchen am Siedlungsende der Kumpstraße,
- das 1978 von Erwin Wortelkamp geschaffene und am 9. November 1978 errichtete Mahnmal („Flammenmal“) auf dem Platz vor der Evangelischen Kirche; „die Bodenplatte hat die Form des Grundrisses der Altenkirchener Synagoge, Flammenbündel erinnern an die hebräischen Schriftzeichen und sollen deutlich machen, dass Feuer ein Gebäude zerstört.“[7]
- die am 9. November 1988 gemeinsam von Stadt, evangelischer und katholischer Kirchengemeinde Altenkirchen errichtete Gedenktafel am Standort der ehemaligen Synagoge in der Frankfurter Straße, an der jährlich am 9. November eine Mahnwache stattfindet,
- eine 1990 installierte Erinnerungstafel an die jüdischen Mitbürger, die sich am Ehrenmal (dem ehemaligen „Kriegerdenkmal“ „Auf dem Dorn“) befindet.
- Am 3. September 2021 wurden die ersten 19 Stolpersteine in der Marktstraße, Am Weyerdamm und in der Rathausstraße verlegt, am 3. Februar folgten 14 weitere in der Wilhelmstraße, Kirchstraße und in der Saynstraße.

## Literatur

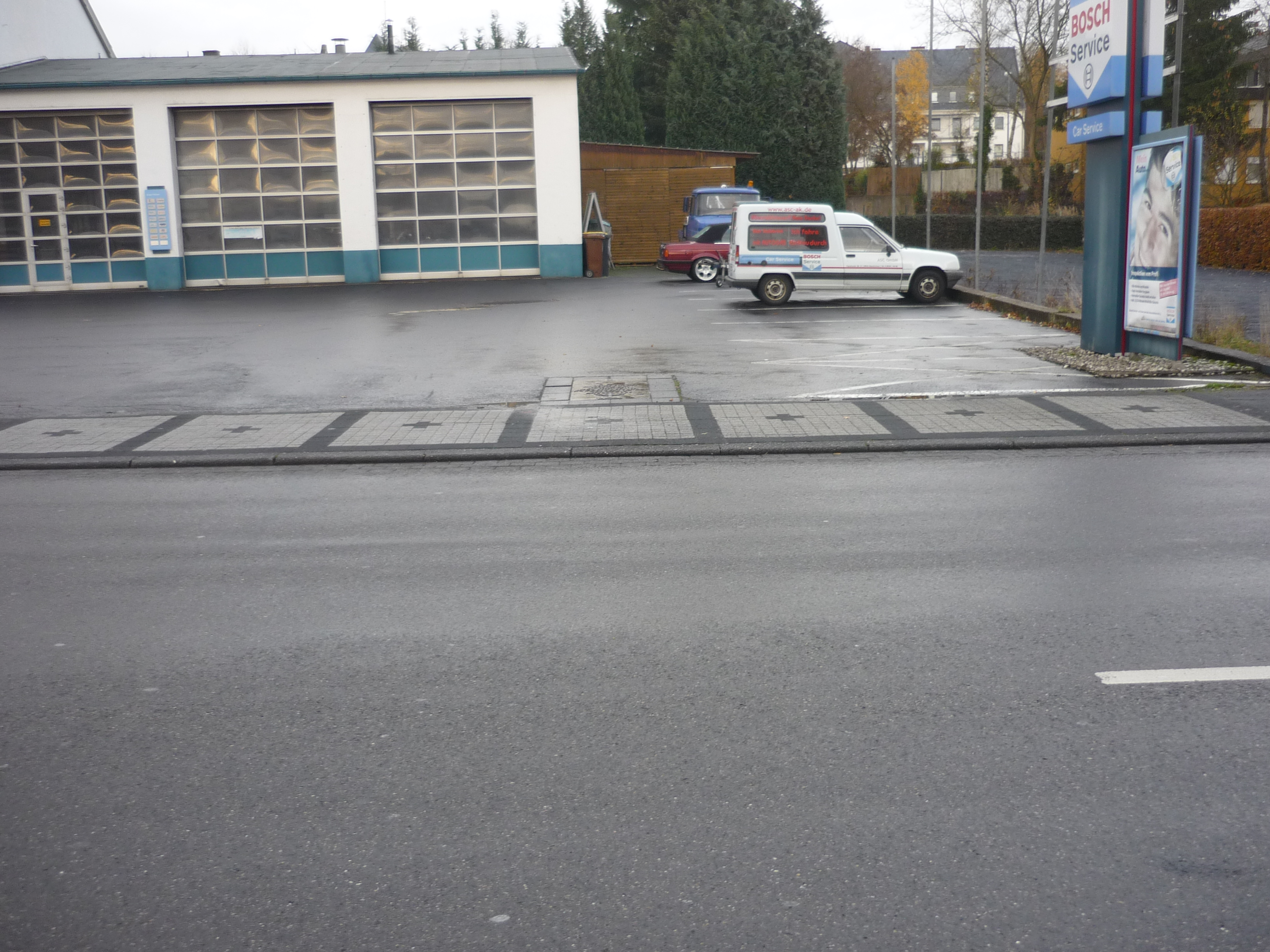
Blick auf Gedenktafel und Standort der ehemaligen Synagoge in Altenkirchen, Frankfurter Straße. Nach dem Umbau des Geländes befindet sich die Platte an gleicher Stelle auf einer Stele.